# 청곡초등학교
청곡초등학교는 대한민국 경기도 용인시 기흥구에 있는 공립 초등학교이다.

## 학교 연혁

### 1998년
1월 15일 청곡초등학교 설치 (조례 2792호)

### 2001년
3월 1일 청곡초등학교 개교(17학급)
3월 1일 초대 양건 교장 취임
5월 10일 개교식 거행

### 2002년
3월 1일 청곡초등학교 병설유치원 개원(1학급)

### 2003년
11월 21일 경기도교육청 교실수업 개선 보고회

### 2005년
3월 1일 2대 이장학 교장 취임

### 2007년
2월 17일 제6회 졸업식 (졸업생 94명)
3월 1일 24학급 인가
3월 2일 입학식
6월 28일 경기도 교육청지정 특별활동 시범학교 보고회
12월 14일 용인 교육 3사랑 운동 전개 우수학교 표창
12월 14일 교육과정 우수운영학교 표창 (교육청)
12월 20일 학교 보건관리 우수학교 표창 (교육인적자원부)
12월 21일 방과 후 학교 운영 우수학교 표창 (교육청)
12월 27일 전국 100대 교육과정 우수학교 표창 (교육감)
12월 30일 학교 평가 우수학교 표창 (교육감)
12월 31일 학교 경영 우수학교 표창 (교육장)

### 2008년
2월 16일 제 7회 졸업식 (졸업생 105명)
3월 3일 입학식 (5학급)
5월 28일 용인시 학생 예능 경연대회 (학창 장려 58명 수상
9월 24일 용인시 장기 육상경기대회 초등 종합2위 수상 (교육장)
12월 16일 명품교육 프로그램 인증제 우수교 표창 (교육장)

### 2009년
12월 31 에너지 절약 전기부문 우수기관 표창